# Rysensteensgade
Rysensteensgade er en gade i Indre By i København, der strækker sig over cirka 200 meter fra Vester Voldgade over H.C. Andersens Boulevard til Otto Mønsteds Plads.
Vejen er anlagt omkring 1900 og er opkaldt efter Rysensteens Bastion, der var en del af Københavns volde. Den lå omtrent, hvor gaden i dag er anlagt. Rysensteens Bastion har sit navn efter den hollandske ingeniør Henrik Rüse, der stod i spidsen for arbejdet med at bygge Københavns befæstning. 
I Rysensteensgade 3 lå fra 1896 til 1932 Rysensteen Gymnasium. Bygningen har fra 1987 været anvendt af FDF. Det er samtidig den bygning på gaden, der har højest bevaringsværdi. En anden markant bygning er det tidligere hovedsæde for Dansk Folkeforsikringsanstalt med adressen Otto Mønsteds Plads 11, der blev opført i 1910 i nationalromantisk stil efter tegninger af Axel Preisler. I dag er bygningen omdannet til boliger. Bygningen er placeret med siden ud til Rysensteensgade.

## Eksterne hensvisninger
- Wikimedia Commons har flere filer relateret til Rysensteensgade

55°40′18″N 12°34′30″Ø / 55.6717°N 12.5751°Ø